# Mania (film, 2015)
Pour les articles homonymes, voir Mania.
Pour plus de détails, voir Fiche technique et Distribution.
Mania est un film américain de 2015 réalisé par Jessica Cameron.

## Synopsis
Un couple de lesbiennes, Mel (Ellie Church) et Brooke (Tristan Risk), doivent fuir leur ville natale, à la suite d'un meurtre commis par Brooke lors d'une crise de folie.

## Fiche technique
- Titre original : Mania
- Réalisation : Jessica Cameron
- Scénario : Jonathan Scott Higgins
- Producteur :
- Production : Small Town Girl Productions
- Musique :
- Pays d'origine :  États-Unis
- Langue d'origine : anglais américain
- Lieux de tournage :
- Genre : Horreur
- Durée : 1 h 28
- Date de sortie :
  -  États-Unis : 18 septembre 2015 (Arizona Underground Film Festival)

## Distribution
- Tristan Risk : Brooke
- Ellie Church : Mel
- Carlo Mendez : Straight Guy
- Jordan Pacheco : Cannibal
- Steve Lochowitz : Father
- Ryan M. Andrews : Cannibal
- Rebecca Moore : Linda Cooper
- Zack Morse : Drifter
- Jason Hignite : Husband
- Jonathan Scott Higgins : Masquerade quest
- Brigid Macaulay : Wife
- Brian Williams : Man In Drag
- Brendan Miller : Masquerade guest
- Aaron M. Lane : Clown
- Jonathan Hatley : Hotel guest